# Yanomamö

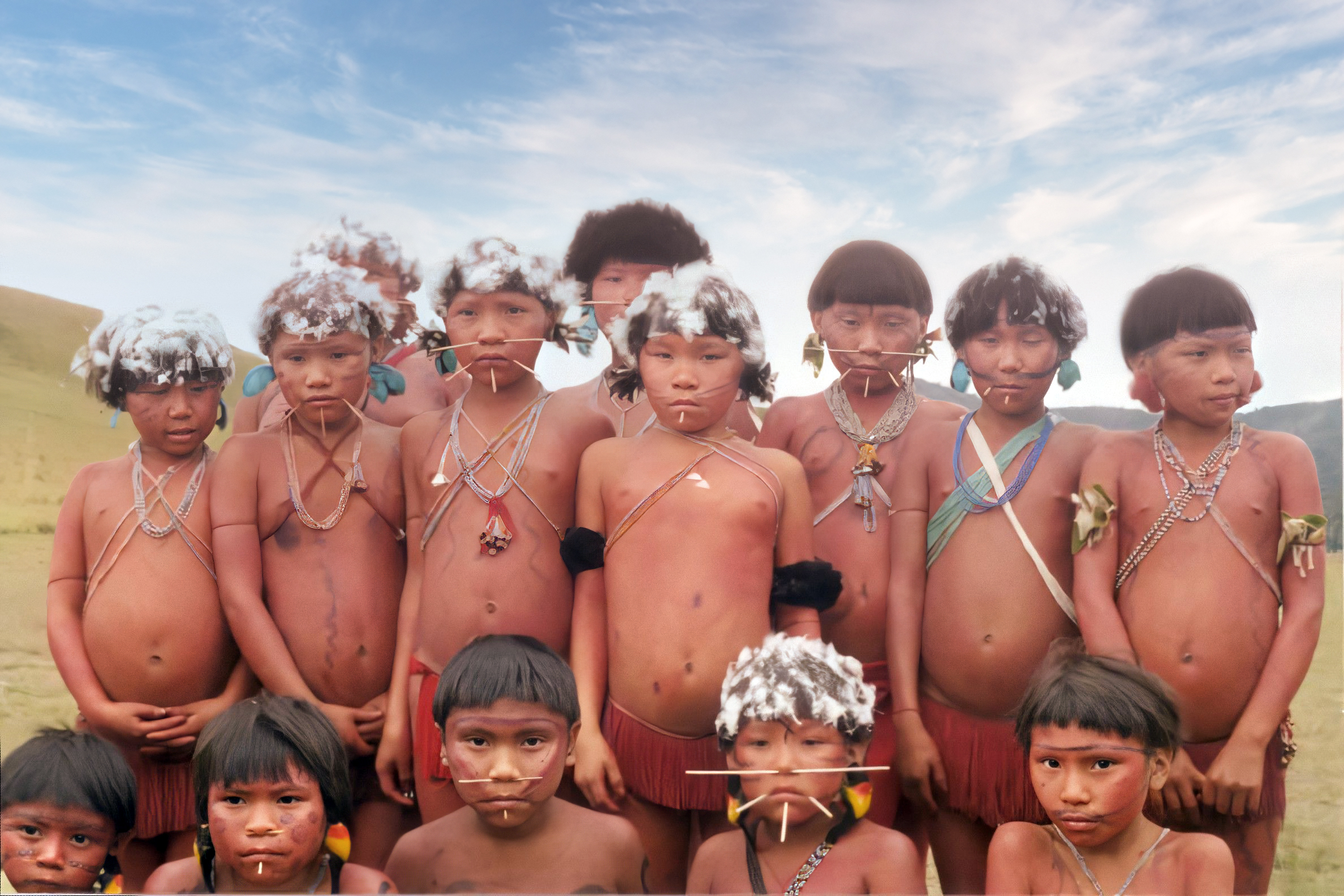
Jonge Yanomamö in Alto Orinoco, Venezuela

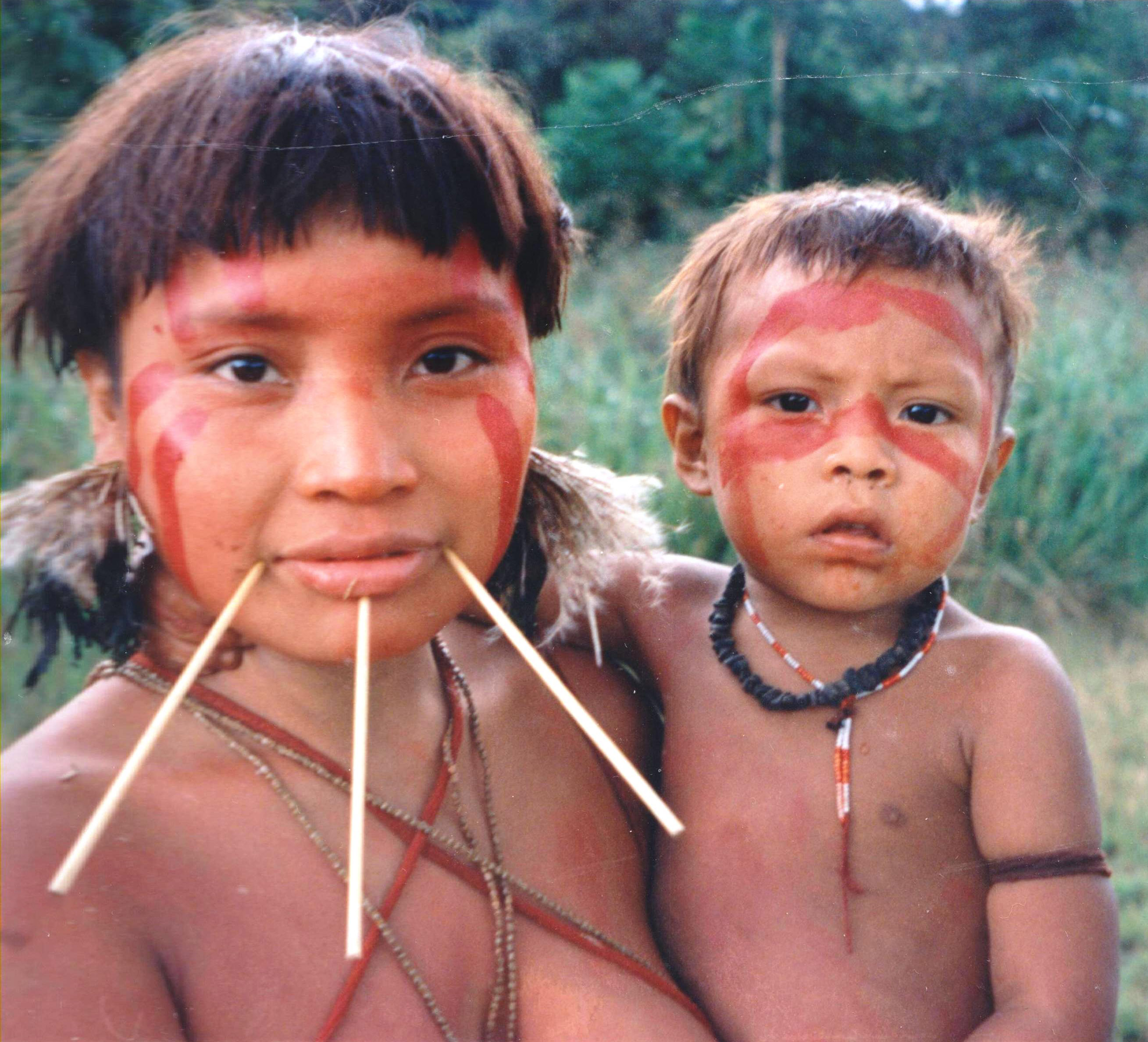
Yanomamö vrouw met kind en met lippluggen versierd

Yanomamö-indianen (ook wel Yanomami, Yąnomamö, Ianomami, e.d.) is een verzamelnaam voor een aantal inheemse volken in Brazilië en Venezuela. Ze zijn 'ontdekt' door de Amerikaanse antropoloog Napoleon Chagnon, die ze The Fierce People ("het woeste volk") noemde. De Yanomamö wonen vooral in het noorden van het Amazoneregenwoud en in het zuiden van Orinoco, in een gebied dubbel zo groot als Nederland. Er zijn meer dan  35.000 mensen en ze spreken de taal Yanomamö.
De Yanomamö-mannen voeren veel kleinschalige oorlogen onder elkaar.
Het volk leeft deels van de jacht, deels van de verbouw van maniok en bananen.
De Yanomami hadden onder de regering van Jair Bolsonaro ernstig te lijden onder illegale goudzoekers. Deze "garimpeiros" vervuilen de grond met kwik, dat ze gebruiken om het goud te scheiden van andere mineralen. Ook het water wordt vervuild en het bos gekapt, waardoor de levensbronnen van de inheemse bevolking zijn aangetast. Ziektes en honger waren het gevolg, maar Bolsonaro reageerde niet op de noodoproepen uit het reservaat. Daarom klaagde de nieuwe minister van justitie hem in januari 2023 aan bij het Hooggerechtshof wegens genocide. Ook werd het leger ingezet om de illegale goudzoekers te verdrijven.